# Machacamarca (Pucarani)
Machacamarca ist eine Streusiedlung im Departamento La Paz im Hochland des südamerikanischen Anden-Staates Bolivien.

## Lage im Nahraum
Machacamarca ist die zweitgrößte Gemeinde des Kanton Pucarani im Municipio Pucarani in der Provinz Los Andes am linken, südlichen Ufer des Río Sehuenca, einem direkten Zufluss zum Titicacasee. Die Ortschaft liegt auf einer Höhe von 3890 m auf dem bolivianischen Altiplano, fünfzehn Kilometer südöstlich des Titicacasees.

## Geographie
Machacamarca liegt auf der bolivianischen Hochebene zwischen den Anden-Gebirgsketten der Cordillera Occidental im Westen und der Cordillera Central im Osten. Die Region weist ein ausgeprägtes Tageszeitenklima auf, bei dem die mittleren Temperaturschwankungen im Tagesverlauf deutlicher ausfallen als im Jahresablauf.
Die Jahresdurchschnittstemperatur der Region liegt bei 9 °C, die mittleren Monatswerte schwanken nur unwesentlich zwischen 6 °C im Juli und 10 °C im November und Dezember (siehe Klimadiagramm Batallas). Der Jahresniederschlag beträgt etwa 600 mm, die Monatsniederschläge liegen zwischen unter 15 mm in den Monaten Juni bis August und zwischen 100 und 120 mm von Dezember bis Februar.

## Verkehrsnetz
Machacamarca liegt in einer Entfernung von 48 Straßenkilometern nordwestlich von La Paz, der Hauptstadt des gleichnamigen Departamentos.
Von La Paz führt die Nationalstraße Ruta 2 über El Alto und Villa Vilaque in nordwestlicher Richtung bis Patamanta und Palcoco und von dort weiter über Batallas und Huarina nach Copacabana am Titicacasee.
In Palcoco zweigt vor der Überquerung des Río Sehuenca eine unbefestigte Landstraße in südwestlicher Richtung von der Ruta 2 ab und erreicht das Zentrum von Machacamarca nach fünf Kilometern.

## Bevölkerung
Die Einwohnerzahl des Ortes ist im vergangenen Jahrzehnt leicht angestiegen:
| Jahr | Einwohner         | Quelle       |
| ---- | ----------------- | ------------ |
| 1992 | keine Detaildaten | Volkszählung |
| 2001 | 548               | Volkszählung |
| 2012 | 588               | Volkszählung |
| 2024 |                   | Volkszählung |

Die Region weist einen hohen Anteil an Aymara-Bevölkerung auf, im Municipio Pucarani sprechen 96,7 Prozent der Bevölkerung Aymara.